# Turgay Şeren
Turgay Şeren (Ankara, 15 maggio 1932 – 6 luglio 2016) è stato un allenatore di calcio e calciatore turco, di ruolo portiere.

## Palmarès

### Giocatore

#### Competizioni nazionali
- Campionato turco: 2

Galatasaray: 1961-1962, 1962-1963
- Coppa di Turchia: 4

Galatasaray: 1962-963, 1963-1964, 1964-1965, 1965-1966
- Supercoppa di Turchia: 1

Galatasaray: 1966

#### Competizioni regionali
- Lega di Istanbul: 4

Galatasaray: 1948-1949, 1954-1955, 1955-1956, 1957-1958